# Gabriel Mably

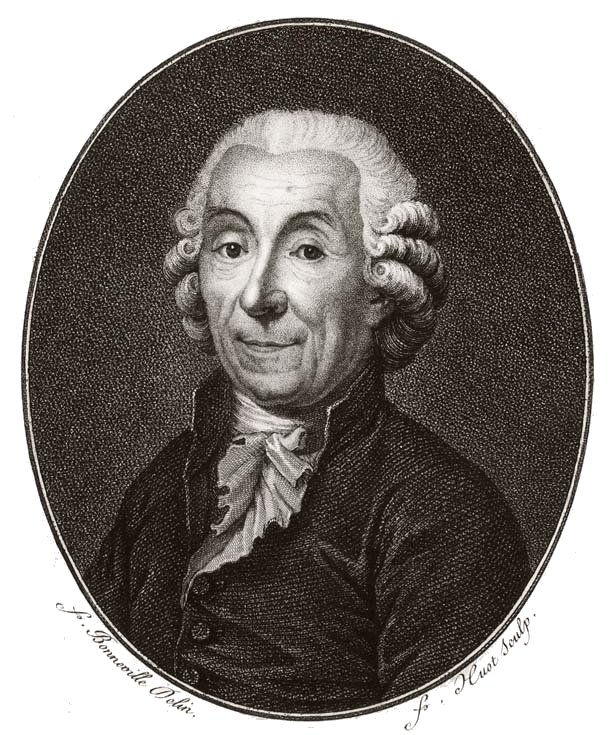
Gabriel Bonnot de Mably

Gabriel Bonnot de Mably (ur. 14 marca 1709 w Grenoble, zm. 2 kwietnia 1785 w Paryżu) – francuski filozof i pisarz polityczny. Jego koncepcje polityczne wiązały się ściśle z kwestiami etycznymi oraz przeciwstawiały się fizjokratyzmowi. Był starszym bratem filozofa Étienne de Condillaca. 
W 1771 przebywał w Polsce, napisał Du gouvernement et des lois en Pologne (Paryż 1781).